# Scott Westerfeld

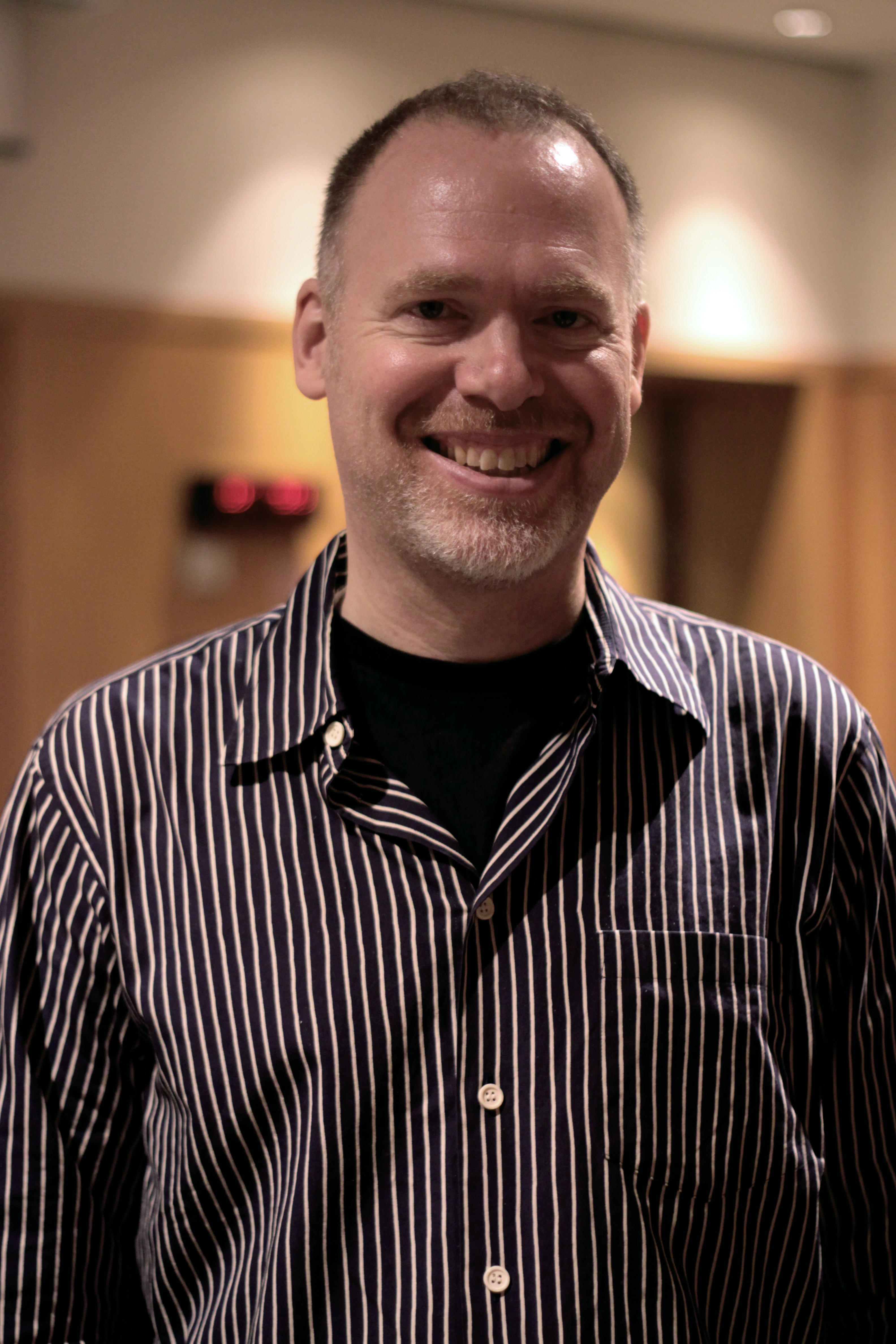
Scott Westerfeld

Scott David Westerfeld (* 5. Mai 1963 in Dallas, Texas) ist ein US-amerikanischer Science-Fiction-Schriftsteller.

## Leben
Westerfeld wurde in Dallas, Texas geboren. Als Kind zog er nach Connecticut, wo sein Vater als Programmierer arbeitete. Westerfeld machte 1985 seinen Abschluss am Vassar College mit einem B.A. in Philosophie. Als Jugendlicher fing er an, Musik zu komponieren und schuf Musik für Modern Dance. 2001 heiratete Westerfeld die australische Autorin Justine Larbalestier. Er lebt heute abwechselnd in Sydney und New York City.

## Bücher
Westerfeld ist bekannt für die Uglies-Serie (deutsch Ugly – Verlier nicht dein Gesicht). Außerdem schrieb er The Risen Empire und The Killing of Worlds; zwei Teile eines Werkes, welches ursprünglich den Titel Succession trug. Westerfeld hat zudem eine Manga-Serie mit dem Titel Shay’s Story geschrieben. Er schrieb außerdem die Leviathan-Trilogie, die aus den Romanen Leviathan, Behemoth und Goliath besteht. Zusätzlich erschien The Manual of Aeronautics, ein illustriertes Handbuch zu der Serie.
Seine Romane So Yesterday sollten von den Produzenten von Fahrenheit 9/11 und Bowling for Columbine verfilmt werden. Dieser Plan sei aber „langsam eingeschlafen“, wie Scott Westerfeld auf seinem Blog berichtete. Die Filmrechte der Uglies Serie wurden 2006 von Twentieth Century Fox gekauft.

## Auszeichnungen
- 2003: Grand Prix de l’Imaginaire für Evolution's Darling als beste Übersetzung ins Französische L'I.A. et son double
- 2005: Aurealis Award für Midnighters, Book One: The Secret Hour, Bester Jugendroman
- 2006: Golden Duck Award für Uglies, Hal Clement Young Adult Award
- 2006: American Library Association, Peeps und Uglies, „beste Bücher für junge Erwachsene“[8]
- 2008: Grand Prix de l’Imaginaire, für Uglies, Bester Jugendroman
- 2009: Platz 1 bei Goodreads für Leviathan in der Sparte Science-Fiction
- 2010: Aurealis Award für Leviathan
- 2010 Locus Award für Leviathan als „beste Geschichte für junge Erwachsene“
- 2011: Mir Fantastiki für Leviathan als „beste Geschichte für junge Erwachsene“
- Evolution's Darling war 2000 ein New York Times „Notable Book“
- So Yesterday gewann einen Victorian Premier’s Award

## Bibliografie

### Succession
- The Risen Empire, Tor 2003, ISBN 0-7653-0555-0
- The Killing of Worlds, Tor 2003, ISBN 0-7653-0850-9
  - Weltensturm, Heyne 2006, Übersetzer  Andreas Brandhorst, ISBN 3-453-52227-3 (Beide englischen Bücher zusammengefasst in Weltensturm)

### Midnighters
Alle übersetzt von Friederike Levin.
- The Secret Hour, Eos / HarperCollins 2004, ISBN 0-06-051951-7
  - Die Erwählten, Kosmos 2007, ISBN 978-3-440-11009-6
- Touching Darkness, Eos / HarperCollins 2005, ISBN 0-06-051954-1
  - Das Dunkle, Kosmos 2007, ISBN 978-3-440-11053-9
- Blue Noon, Eos / HarperCollins 2006, ISBN 0-06-051957-6
  - Der Riss, Kosmos 2008, ISBN 978-3-440-11054-6

### Uglies Universe

#### Ugly – Pretty – Special - Serie / Ugly
Alle übersetzt von Gabriele Haefs.
- Uglies, Simon Pulse 2005, ISBN 0-689-86538-4
  - Ugly – Verlier nicht dein Gesicht, Carlsen 2007, ISBN 978-3-551-35581-2
- Pretties, Simon Pulse 2005, ISBN 0-689-86539-2
  - Pretty – Erkenne dein Gesicht, Carlsen 2007, ISBN 978-3-551-35582-9
- Specials, Simon Pulse 2006, ISBN 0-689-86540-6
  - Special – Zeig dein wahres Gesicht, Carlsen 2008, ISBN 978-3-551-35583-6
- Extras, Simon Pulse 2007, ISBN 978-1-4169-5117-9
  - Extra – Wer kennt dein Gesicht, Carlsen 2010, ISBN 978-3-551-35925-4

#### Impostors
- Impostors, Scholastic Press 2018, ISBN 978-1-338-15151-0
- Shatter City, Scholastic Press 2019, ISBN 978-1-338-15041-4

#### Weitere Uglies-Werke
- Bogus to Bubbly: An Insider’s Guide to the World of Uglies, Simon Pulse 2008, ISBN 978-1-4169-7436-9 (Sachbuch)
- Uglies: Shay’s Story, Del Rey / Ballantine 2012, ISBN 978-0-345-52722-6 (mit Devin Grayson)
- Uglies: Cutters, Del Rey / Ballantine 2012, ISBN 978-0-345-52723-3 (Graphic Novel, mit Devin Grayson)

#### Peeps
Beide übersetzt von Friederike Levin.
- Peeps, Razorbill 2005, ISBN 1-59514-031-X
  - Peeps – So süß, dass ich ihn fressen musste, Kosmos 2008, ISBN 978-3-440-11485-8
- The Last Days, Razorbill 2005, ISBN 1-59514-062-X
  - Peeps – Die letzten Tage, Kosmos 2009, ISBN 978-3-440-11552-7

#### Leviathan
Alle übersetzt von Andreas Helweg.
- Leviathan, Simon & Schuster Children’s Books 2009, ISBN 978-1-84738-652-6
  - Leviathan – Die geheime Mission, cbj 2010, ISBN 978-3-570-13969-1
- Behemoth, Simon Pulse 2010, ISBN 978-1-4169-7175-7
  - Behemoth – Im Labyrinth der Macht, cbj 2011, ISBN 978-3-570-13993-6
- Goliath, Simon Pulse 2010, ISBN 978-1-4169-7177-1
  - Goliath – Die Stunde der Wahrheit, cbj 2012, ISBN 978-3-570-13994-3
- The Manual of Aeronautics: An Illustrated Guide to the Leviathan Series, Simon Pulse 2012, ISBN 978-1-4169-7179-5 (Sachbuch)

#### ZeroesTrilogie
- Zeroes, Allen & Unwin (Australia) 2015, ISBN 978-1-925266-95-5 (mit Margo Lanagan und Deborah Biancotti)
- Swarm, Simon Pulse 2016, ISBN 978-1-4814-4339-5 (mit Margo Lanagan und Deborah Biancotti)
- Nexus, Simon Pulse 2016, ISBN 978-1-4814-4342-5  (mit Margo Lanagan und Deborah Biancotti)

### Weitere Romane
- Polymorph, Roc / Dutton Signet 1997, ISBN 0-451-45660-2
- Fine Prey, Roc / New American Library 1998, ISBN 0-451-45697-1
- Evolution’s Darling, Four Walls Eight Windows 2000, ISBN 1-56858-149-1
- So Yesterday, Razorbill 2004, ISBN 1-59514-000-X
  - Cool Hunter, cbt 2010, Übersetzerinnen Katarina Ganslandt und Anja Galić, ISBN 978-3-570-30608-6
- Afterworlds, Simon Pulse 2014, ISBN 978-1-4814-2234-5
  - Afterworlds: Die Welten zwischen uns, Fischer Sauerländer 2015, Übersetzerin Angela Stein, ISBN 978-3-7373-5222-2

### Sachliteratur
- The World of the Golden Compass: The Otherworldly Ride Continues, Borders 2007, ISBN 0-9792331-2-7
- Mind-Rain: Your Favorite Authors on Scott Westerfeld's Uglies Series, Smart Pop 2009, ISBN 978-1-935251-25-5